# トーマス・シー

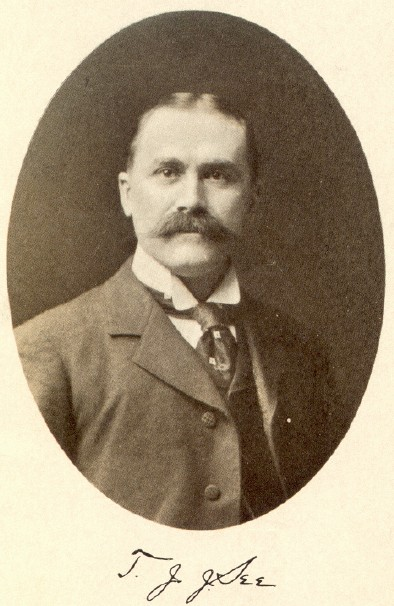
トーマス・シー

トーマス・ジェファーソン・ジャクソン・シー（Thomas Jefferson Jackson See 、1866年2月19日 - 1962年7月4日) は、アメリカ合衆国の天文学者である。ローウェル天文台で南天の2重星の星表を作成するなどの業績があり、当時一般市民の人気の高い天文学者となったが現在は忘れられた学者となっている。
ミズーリ州モントゴメリータウン近郊で生まれた。ミズーリ大学、ベルリン大学で学び、ヤーキス天文台の立ち上げに加わり、ローウェル天文台で南半球の2重星のカタログ作成などで働いた。1899年からアメリカ海軍天文台および、アメリカ海軍大学、メア・アイランド海軍工廠（カリフォルニア州）の観測所で働いた。
当時アメリカで最も有名な天文学者となったが、その非妥協的な言動から、いろいろな分野での学説は専門家からは無視され、忘れられた存在となった。1880年代に、冥王星の外側に「オセアヌス」など3つの外惑星の存在を予想したことが記録に残っている。
メア・アイランド海軍工廠での観測から、月は地球の重力で捕獲されたという捕獲説を提唱したことで知られる。しかし、月の捕獲原因として「抵抗物質」なるものを提唱したがそれ自体の存在は証明できなかったこと、また月の様な巨大天体を地球が捕獲できるか疑問視されたことから後に否定された。